# Аквара (Авелино)
Аквара (итал. Acquara) је насеље у Италији у округу Авелино, региону Кампанија.
Према процени из 2011. у насељу је живело 85 становника. Насеље се налази на надморској висини од 592 м.